# Kemijsko ratovanje
Kemijsko ratovanje je svaki oblik rata i uz njih vezanih vojnih operacija u kojem se koriste otrovna svojstva neke kemijske supstance kako bi se ubio, ozljedio ili onesposobio neprijatelj. Kemijsko oružje koje se koristi u ovakvom ratu spada u oružja za masovno uništenje.